# Rottermund

Wappen der Rottermund in Polen

Rottermund, anfangs und in Preußen auch Rotermund, ist der Name eines ursprünglich aus Böhmen stammenden polnischen Adelsgeschlechts, das sich vor allem in Galizien und Wolhynien ausbreitete, späterhin, teilweise mit Grafentitel, auch in österreichischen, russischen und belgischen Diensten auftrat. Zweige der Familie bestehen bis heute.
Die Familie ist nicht zu verwechseln mit dem rügisch-pommerschen oder kurländischen Geschlecht Rotermund.

## Geschichte
Die durchgängige Stammfolge des Geschlechts beginnt bereits mit Tomasz Rotermund (* ca. 1530).
Am 21. Februar 1609 erhielten die deutschen Handelsleute Jan Rotermund und Stanisław Rotermund in Krakau auf Empfehlung des Bischofs von Łuck, Bernard Maciejowski und des Woiwoden von Krakau, Mikołaj Firlej, sowie des Woiwoden von Łęczyca, Stanisław Miński das polnische Indigenat bei Anerkennung ihres bereits in ihrer böhmischen Heimat geführten Wappens Karp vel Kotwica (Karpfen und Anker), dass ihrer Familie bereits von Kaiser Ferdinand am 15. November 1560 verliehen worden sein soll, mit Eintrag in die Kronmatrikel. Dasselbe Wappen ist auch auf dem Grab von A. Rotermund aus dem Jahr 1593 in der Marienkirche in Krakau zu sehen.
Die Vettern Samuel Rottermund und Tomasz Rottermund († 1682) Erbherren auf Klecze unterschrieben die Königswahl von 1648 in der Woiwodschaft Krakau.
1782 bzw. 1784 legitimiert sich der Erbherr von Zawadka Alexander Martin Rottermund bei der galizischen Landtafel als Ritter von Klecza. Ebenfalls dort legitimiert sich 1787 Andreas Adalbert Rottermund als Ritter von Ober-Klecza sowie Andreas Adalbert Rottermund desselben Jahres als adelig beim galizischen ständigen Collegium.
Józef von Rotermund (* 1720; † 1775) war 1759 Oberst der königlich polnischen Artillerie, wurde zum Generalmajor und schließlich 1773 zu Generalleutnant befördert. Durch ihn wurde die preußische Linie der Familie gestiftet. Er besaß auch Reimannsfelde bei Elbing, das er seinem Sohn Ferdinand von Rotermund (* 1754), welcher zunächst königlich polnischer Kapitän war, vererbte. Letzterer hatte jedoch nur eine Tochter Antonina von Rotermund (* 1797), die sich zunächst mit dem Kapitän der Kronenartillerie Kazimierz Cieciszewski h. Kolumna, ein weiteres Mal mit dem Kapitän der Kronenarmee Adam August von Heppen (* 1785) verheiratete. Das preußische Haus der Familie Rottermund erlosch somit. 
In Wolhynien besaß Celestyn Rottermund (* ca. 1780) den Ort Pustomyty. Er vermählte sich mit Henrieta  Działyńska z Działynia h. Ogończyk (* 1794; † 1869), Tochter des polnischen Magnaten und Patrioten Ignacy Działyński (* 1754; † 1797) und Witwe des königlich polnischen Generals Aleksander Błędowski h. Półkozic (* 1788; † 1831). Sie veröffentlichte später ihre Lebenserinnerungen – ein viel beachtetes Buch. Aus der Ehe ging ein Sohn Stanisław Edward Celestyn Rottermund hervor, der sich als Leutnant 1863 dem Januaraufstand anschloss. Bereits 1862 legitimierte Franciszek Rottermund mit seinen Söhnen Modest, Antoni und Jan Nepomucen seinen Adel in Wolhynien. 1862 legitimierten sich die polnischen Rottermund erneut und ließen sich in das dortige russische Adelsbuch eingetragen. Pustomyty blieb bis 1939 in Familienbesitz, der letzte Eigentümer war Edward Rottermund.

### Gräfliche Linie
Der spätere k. u. k. Kämmerer und Feldmarschallleutnant Heinrich von Rottermund († 1815) erhielt am 11. Februar 1783 den erbländischen Grafenstand durch Kaiser Josef II. Er vermählte sich 1802 mit Antonia von Belrupt-Tissac (* 1773).  Karl von Rottermund († nach 1820), Hofkonzipist der k. u. k. galizischen Hofkanzlei, Hofmeister und Kreiskommissar von Zolkow war mit Josepha von Beckh-Widmann-Stetter vermählt und hatte eine Tochter, Konstantia von Rottermund (* 1789; † 1842), welche mit Leopold Freiherr von Cazan (* 1764; † 1833), Kämmerer und Regierungsrat in Wien, vermählt war. Mit ihr soll die gräfliche Linie bereits ihren Ausgang gefunden haben, jedoch traten in Belgien noch mehrere Glieder der Familie als Grafen auf. So emigrierte 1831 Eduard Sylvester Rottermund (* 1814; † 1858) aus Pustomyty in Wolhynien zunächst nach Kanada, wurde dann aber zusammen mit Albert Modest Rottermund 1841 in Belgien eingebürgert. Udwest von Rottermund war dann 1846 Leutnant in der belgischen Armee. Valeri de Rottermund, erwarb 1851 das Hotel a la Ville d’Anvers. Und schließlich war Eduard von Rottermund 1893 Besitzer einer belgischen Grube. Hier wurde von verschiedenen Autoren der Verdacht geäußert, es gebe keinerlei dahingehende Legitimation, sondern handele sich um eine Usurpation. Augenscheinlich jedoch wurde der Titel offiziell nicht beanstandet.

### Wappen

#### Stammwappen
Der Schild ist schrägrechts von Rot über Blau geteilt und zeigt oben einen schrägrechten silbernen Anker, unten einen schrägrechten goldenen Karpfen; auf dem Helm mit rechts blau-goldenen, links rot-silbernen Decken zwischen einem schwarzen Flug der Karpfen pfahlweise.
Der königlich polnische Generalleutnant Józef von Rotermund führte ein abweichendes Wappen: Der Schild von Silber auf Blau gespalten, zeigt vorn drei pfahlweise gestellte Rosen, sowie hinten zwei dergleichen goldene Jagdhörner. Auf dem gekrönten Helm einen Pfauenschwanz.

#### Gräfliches Wappen
Der Schild ist von Blau und Rot gespalten und zeigt rechts drei (2:1) goldene Lilien, links drei golden beschlagene schwarze Hifthörner mit goldenen Tragegurten übereinander, die Schallöffnungen nach links gerichtet; auf dem Helm mit rechts blau-goldenen, links rot-goldenen Decken fünf Straußenfedern, die von einem silbernen Pfeil von links nach rechts durchzogen sind.
Einzelne Glieder der Familie wurden auch mit den Wappen Kotwicz und Odrowąż in Verbindung gebracht. So wurde den Rottermund in Wolhynien das Wappen Kotwicz und den Grafen Heinrich und Karl von Rottermund das Wappen Odrowaz zugeschrieben. Diese Zuweisungen beziehen sich jedoch in Reihenfolge auf den Anker und auf den Helmschmuck.

### Persönlichkeiten
- Jan Rottermund, Unterstarost und Grodrichter von Oświęcim, 1628 Herr auf Klecze
- Joachim Rottermund, 1755–1760 Schatzschreiber der polnischen Krone
- Jozef Rottermund (v. Rotermund) (* 1720; † 1775), 1760 Herr auf Reimannsfelde bei Elbing, 1773 königlich polnischer Generalleutnant
- Andrzej Rottermund († 1807), 1790–1794 Kammerherr des Landes Lelów
- Wojciech Rottermund, 1788 Hofmeister der polnischen Krone
- Graf Heinrich von Rottermund († 1815), 1807 k. u. k. Kämmerer, 1809 k. u. k. Feldmarschalleutnant
- Graf Karl von Rottermund, 1802 Hofkonzipist der k. u. k. galizischen Hofkanzlei, 1820 k. u. k. Hofmeister, Kreiskommissar von Zolkow
- Andrzej Jan Rottermund (* 1941), polnischer Kunsthistoriker, Professor, Direktor des Königlichen Schlosses in Warschau